# Trans-Europe Express
Trans-Europe Express (německá verze Trans Europa Express) je název alba německé electro skupiny Kraftwerk, které vyšlo v roce 1977. Je to jedno z nejlepších alb této skupiny, o čemž svědčí umístění v různých žebříčcích nejlepších hudebních alb všech dob – například 253. místo v žebříčku 500 nejlepších alb amerického hudebního časopisu Rolling Stone nebo 6. místo v žebříčku nejlepších desek sedmdesátých let hudebního serveru Pitchfork Media.
Hlavním tématem alba je cestování po Evropě, hlavně ve skladbách Europe Endless a Trans-Europe Express. Z textů těchto skladeb je mnohdy patrná až jakási "panevropskost", kdy byla Evropa v době vydání alba rozdělena železnou oponou. Toto téma dodává desce silný futuristický ráz, který ostře kontrastoval s tehdy právě probíhající punkovou revolucí, která vyznávala "no future" ("žádná budoucnost").
Zajímavostí je, že v půlce 70. let se dva členové skupiny Ralf Hütter a Florian Schneider velmi spřátelili se zpěvákem Davidem Bowiem, kterému ve své skladbě Trans-Europe Express věnovali třetí sloku ("From station to station back to Düsseldorf City / Meet Iggy Pop and David Bowie" – Station to Station je název jednoho z Bowieho alb). Bowie na oplátku na svém albu Heroes pojmenoval jednu ze skladeb V-2 Schneider jako poctu Florianovi.
Album je více melodické než ostatní alba, o čemž svědčí hlavně skladby Europe Endless, Franz Schubert či Showroom Dummies, které jsou postaveny na repetitivních a jednoduchých, ale lehkých melodiích. Naopak eponymní skladba Trans-Europe Express staví na zřetelném rytmu připomínajícím zvuk jedoucího vlaku. Motiv je dále rozvíjen ve skladbě Metal On Metal, která využívá industriálních kovových úderů.

## Singly
1. Trans-Europe Express – 1977 (B-strana: Franz Schubert)
2. Showroom Dummies – 1979
3. Showroom Dummies – 1982 (remix)

## Seznam skladeb

### Anglická verze
1. (09:35) Europe Endless (Ralf Hütter, Florian Schneider)
2. (07:50) The Hall of Mirrors (Ralf Hütter, Florian Schneider, Emil Schult)
3. (06:10) Showroom Dummies (Ralf Hütter)
4. (06:40) Trans-Europe Express (Ralf Hütter, Emil Schult)
5. (06:52) Metal on Metal (Ralf Hütter)
6. (04:25) Franz Schubert (Ralf Hütter)
7. (00:55) Endless Endless (Ralf Hütter, Florian Schneider)

### Německá verze
1. (09:41) Europa Endlos
2. (07:56) Spiegelsaal
3. (06:17) Schaufensterpuppen
4. (06:36) Trans Europa Express
5. (01:46) Metall auf Metall
6. (05:18) Abzug
7. (04:25) Franz Schubert
8. (00:45) Endlos Endlos

### Francouzská verze
1. (09:35) Europe Endless
2. (07:50) The Hall of Mirrors
3. (06:10) Les Mannequins
4. (06:40) Trans-Europe Express
5. (06:52) Metal on Metal
6. (04:25) Franz Schubert
7. (00:45) Endless Endless